# فينيزولوس (باخرة)
الباخرة فينيزولوس (بالأحرف اللاتينية: Venizelos) هي باخرة تستأجرها الشركة التونسية للملاحة من شركة Anek Lines (اليونان)، صنعت في
https://ellinikiaktoploia.net/ektos-dromologion-to-eleytherios-venizelos-6/?fbclid=IwY2xjawKf9lFleHRuA2FlbQIxMQBicmlkETAzelFwbk5KMTFJYU8xRjJoAR4g6hTJIOFy7sLfUQX0-B9sNYZXiQttLc8bxt28tNnt28Ov5s8ECI_nPhr4ZA_aem_UgbN_cvNHDvukGr2je_ebA بولندا واليونان عام 1992، وبدأت الخدمة في تونس عام 2004.

## معرض صور

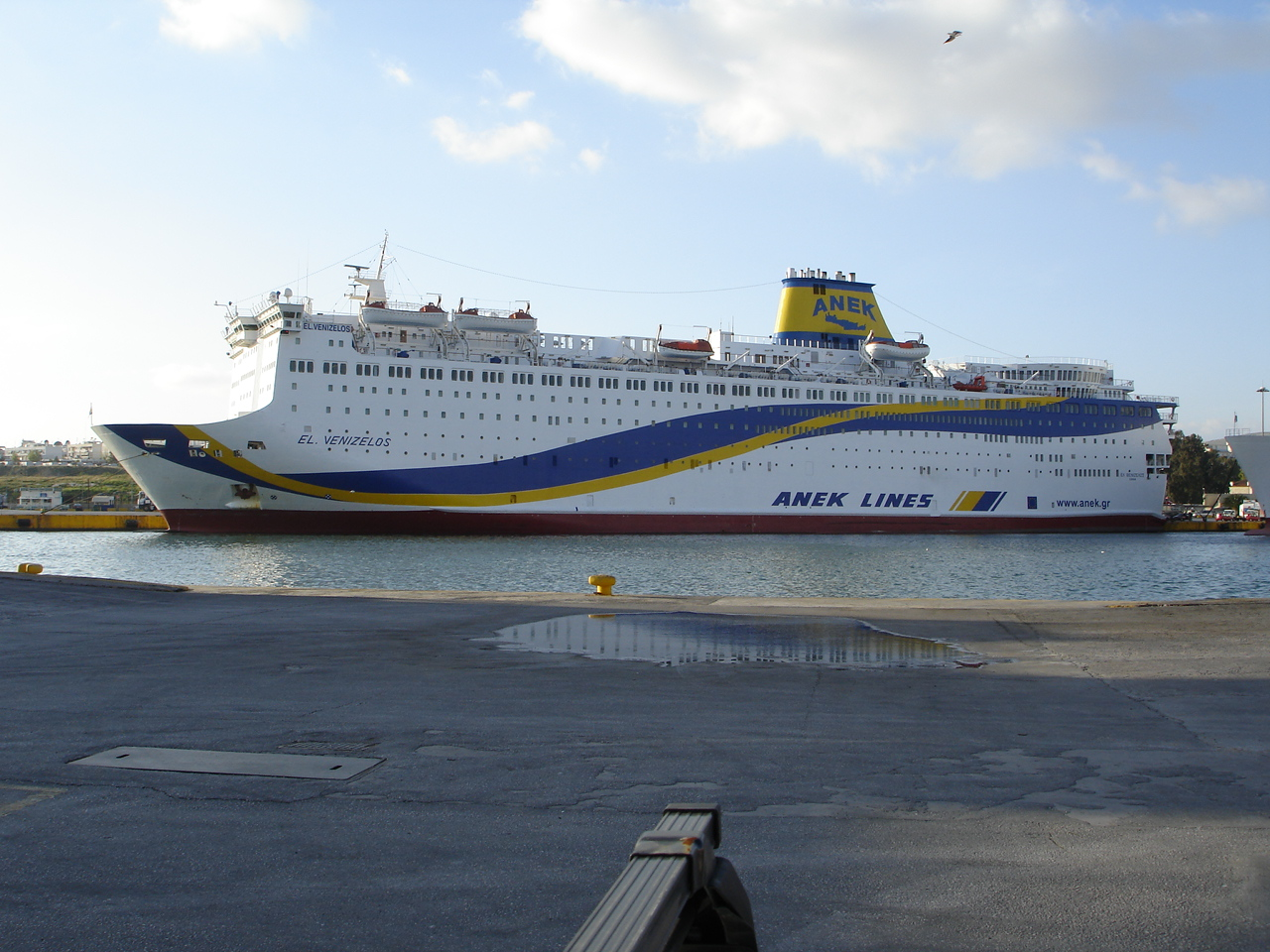
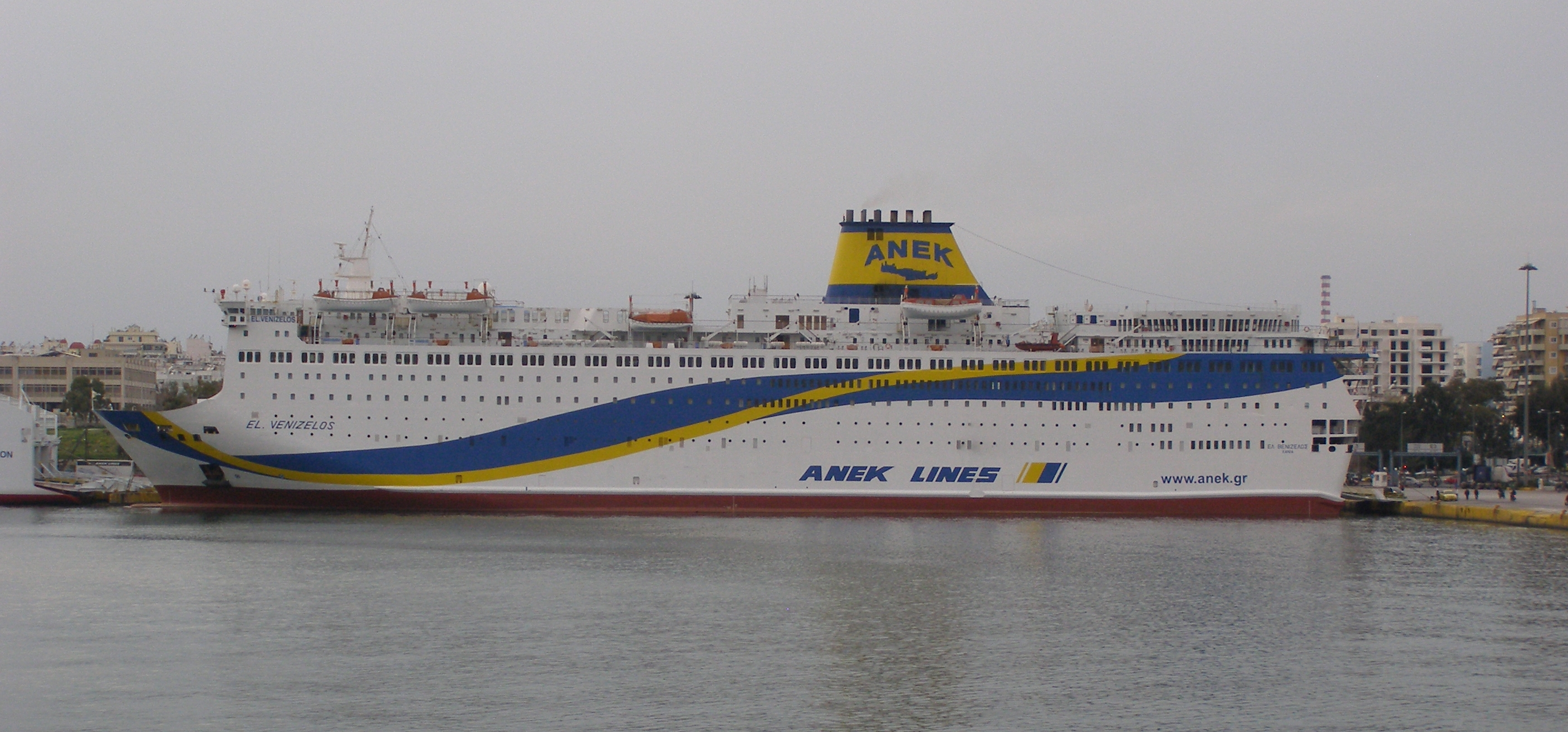
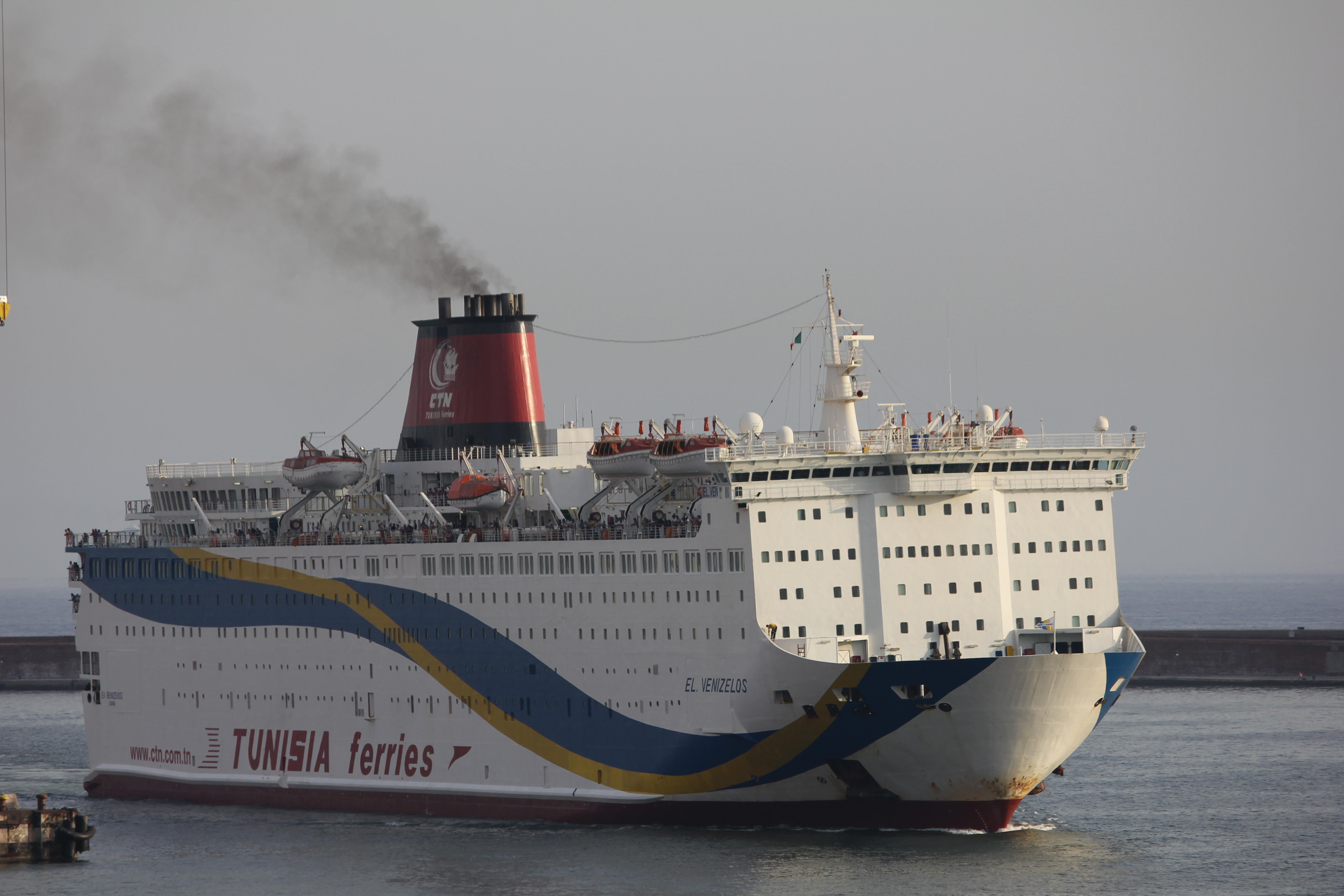
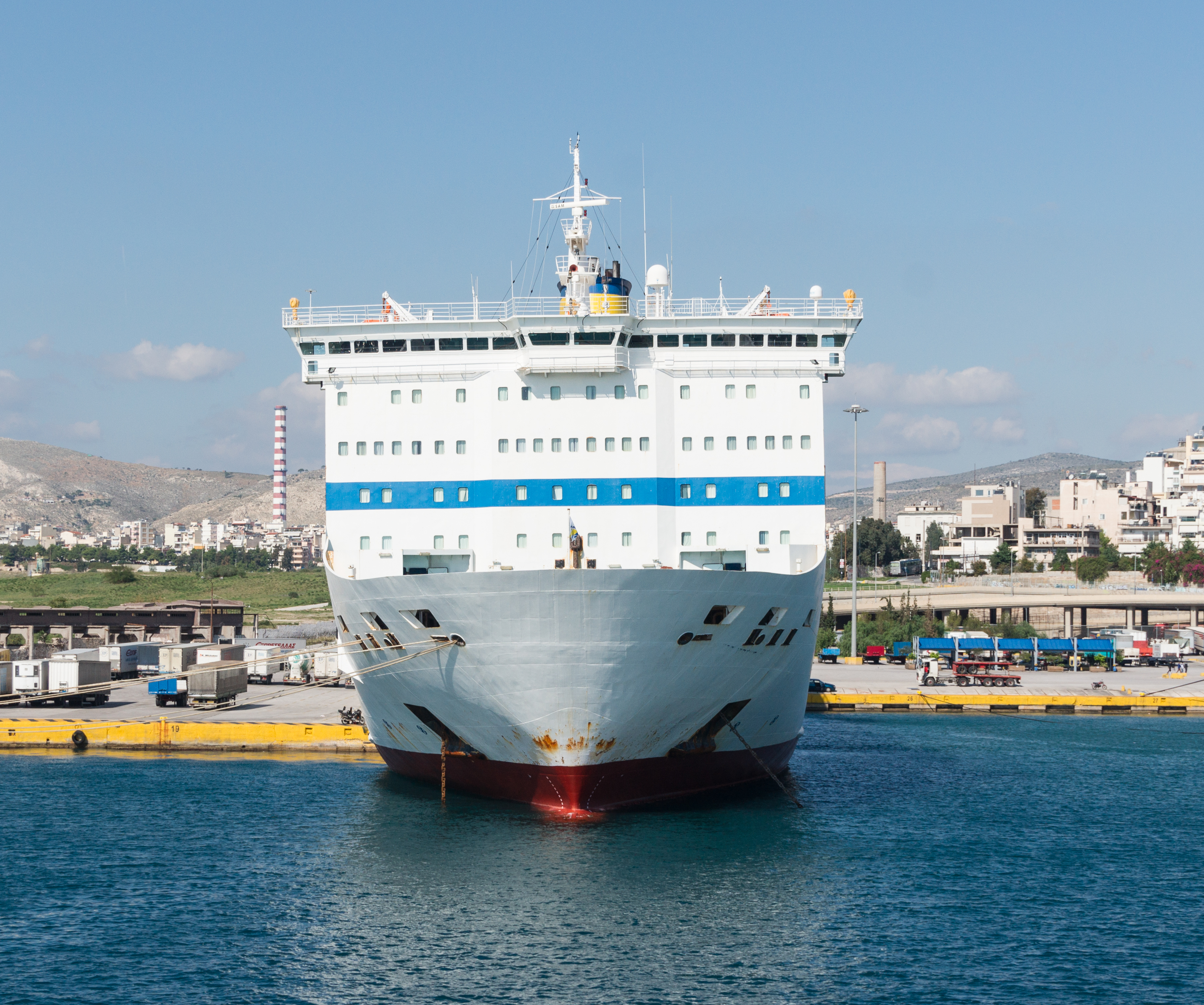